# Suze Meyboom
Suze G.F. Meyboom, (ook geschreven als Meijboom), (1859 - 1938), was oprichtster van de Nieuwe Amsterdamse Huishoudschool en schrijfster.
Suze Meyboom was de oudste dochter in een vijf jongens en drie meisjes tellend gezin van predikant Louis Susan Pedro Meijboom (1817-1874) en Angenis Henriëtte Frederika Tijdeman (1828-1898). Zij volgde evenals haar zus Margaretha particulier meisjesonderwijs aan de Keizersgracht. Haar vervolgopleiding krijgt ze aan de Industrieschool voor Vrouwelijke Jeugd aan de Weteringschans 31. Suze Meyboom bezocht ook de Haagse Kookschool van Anna Catharina Manden.
In 1891 werd ze de eerste directrice van de Amsterdamse Huishoudschool aan de Prinsengracht bij de Westermarkt. Ze koos hiervoor omdat het hier niet enkel een kookschool maar een volledige huishoudschool betrof. In november 1892 vertrok haar moeder voorgoed naar Batavia, waar inmiddels verschillende van haar kinderen woonden. In 1895 volgde een verhuizing van de huishoudschool naar het Zandpad in het Vondelpark.
Op 25 maart 1900 was ze medeoprichtster van de Bond van Leeraressen bij het Huishoudonderwijs aan de Jan Luykenstraat. Suze Meyboom vormde samen met kookboekenschrijfster Martine Wittop Koning en Anna Sophia Tydeman-Verschoor het bondsbestuur. De bond organiseerde landelijke examens en verkreeg daarvoor vanaf 1905 overheidserkenning. In 1900 vroeg de bond meer zeggenschap binnen de huishoudscholen. Ze hadden tevergeefs bij het bestuur van de Amsterdamsche Huishoudschool aangedrongen op een salarisverhoging en modernisering van het onderwijs. 
Hierop namen Suze Meyboom, Martine Wittop Koning en een groot deel van de leraressen samen ontslag. Zij richtten in mei 1904 de Nieuwe Huishoudschool op. Deze was eerst gevestigd aan de Jan Luykenstraat 90- 92, in 1907 werd een nieuw pand gebouwd aan de Gabriël Metsustraat naar een ontwerp van Willem Leliman. Martine Wittop Koning was hier lerares Koken en Voedingsleer. 

## Schrijfster
De sociaal bewogen Suze Meyboom zette zich ook schriftelijk in voor werkende vrouwen. Toen na de Eerste Wereldoorlog het dienstbodentekort opliep schreef Suze Meyboom in 1919 hierover het artikel Vereenvoudiging van de huishouding in het damesblad De vrouw en haar huis. Hierin pleitte zij voor warm eten rond het middaguur (‘vroeg eten’) omdat het koken van eten en afwassen nogal veel tijd namen. De huishoudsters konden dan beter hun tijd  indelen.
Met Anna Sophia Tydeman-Verschoor en mej. Manden vormde ze vanaf 1894 de redactie van het blad In en Om de Keuken, het maandblad dat fungeerde als orgaan van de kookscholen in Nederland.
In de jaren 1931 en 1934 was zij betrokken bij het verschijnen en samenstellen van Het Vrouwenjaarboek.